# 隆寛
隆寛（りゅうかん、久安4年（1148年）- 安貞元年12月13日（1228年1月21日））は、平安時代後期から鎌倉時代前期にかけての浄土宗の僧。父は少納言藤原資隆。字は皆空無我・道空無我。浄土宗の一派長楽寺義の祖。多念義を説く中心人物。

## 生涯
幼い頃に比叡山に登って延暦寺に入り、伯父の皇円に師事して天台教学を学んだ。また、皇円の法兄範源にも師事して、椙生流の相伝を受けた。さらには、天台座主慈円にも師事した。慈円との交渉は、和歌集『拾玉集』にもみられ、隆寛の実子聖増が慈円の弟子になったことも『尊卑分脈』では伝えている。元久2年（1205年）、権律師に任ぜられた。法然への入門時期は不明だが、元久元年（1204年）3月には法然から『選択本願念仏集』を授けられている。しかし、元久元年の『七箇条起請文』では署名をしていないなど、この時期は天台僧としての立場を鮮明にしている。
平生の念仏を重んじ、毎日数万遍の念仏を終生続けることによって、臨終にその業を成就し極楽に往生することができると説く多念義を主張し、長楽寺義の一派を形成した。とはいえ、自著である『一念多念分別事』では、一念と多念が言い争ってはならないと諍いを戒めている。
嘉禄の法難では専修念仏を広めた中心人物として、嘉禄3年（1227年）に陸奥国配流を言い渡された。しかし、護送に当たった毛利季光（西阿）が帰依したことから、弟子の実成房が代わりに会津に赴き、隆寛自身は季光の領地である相模国飯山（現在の神奈川県厚木市）に止まり、同年この地で没した。

## 著書
- 『弥陀本願義』
- 『具三心義』
- 『極楽浄土義』
- 『顕選択』（定照が『選択集』を批判した『弾選択』への批判書）
- 『一念多念分別事』
- 『自力多念事』
- （伝）『後世物語聞書』 - 江戸期の僧・皆円は『聖人後世物語抄』において、浄土真宗の親鸞の筆になるものという説を唱えている[1]。また仏教学者の松本史朗も同様の主張を文献学的に行っている[2]。

## 文献
- 梶村昇・福原隆善共著『弁長・隆寛』＜浄土仏教の思想第10巻＞講談社、1992年
- 『隆寛律師全集』　眞宗典籍刊行會、1940年
- 平井正戒『隆寛律師の浄土教附遺文集』＜浄土宗学研究叢書　祖師篇＞国書刊行会、1984年。戦前刊の復刻版
- 松本史朗「『捨子問答』と『後世物語』--親鸞思想の研究-1-」『駒沢大学仏教学部論集』第29巻、[駒澤大学]仏教学部研究室、1998年、91-198頁、ISSN 0389990X。